# Neochamus pheretes
Neochamus pheretes är en skalbaggsart som beskrevs av Dillon 1961. Neochamus pheretes ingår i släktet Neochamus och familjen långhorningar.
Artens utbredningsområde är Zimbabwe. Inga underarter finns listade.